# San Francisco Lagunillas
San Francisco Lagunillas är en ort i Mexiko.   Den ligger i kommunen Tzicatlacoyan och delstaten Puebla, i den sydöstra delen av landet, 130 km sydost om huvudstaden Mexico City. San Francisco Lagunillas ligger 2 159 meter över havet och antalet invånare är 159.
Terrängen runt San Francisco Lagunillas är kuperad åt sydväst, men åt nordost är den platt. Runt San Francisco Lagunillas är det ganska glesbefolkat, med 32 invånare per kvadratkilometer. Närmaste större samhälle är Amozoc de Mota, 18,5 km norr om San Francisco Lagunillas. Trakten runt San Francisco Lagunillas består i huvudsak av gräsmarker.